# Teretrius sorellensis
Teretrius sorellensis är en skalbaggsart som först beskrevs av Blackburn 1903.  Teretrius sorellensis ingår i släktet Teretrius och familjen stumpbaggar. Inga underarter finns listade i Catalogue of Life.